# 草原顶冰花
草原顶冰花（学名：Gagea stepposa）为百合科顶冰花属下的一个种。

## 扩展阅读
- 維基物種上的相關：草原顶冰花